# Les Évangiles écarlates
Les Évangiles écarlates (titre original : The Scarlet Gospels) est un roman de Dark Fantasy écrit par Clive Barker et paru en 2015. Il se situe dans la continuité à la fois du roman Hellraiser et de l'histoire de son personnage Harry D'Amour, détective du paranormal déjà apparu dans plusieurs autres œuvres de l'auteur dont Secret Show et Everville. Ce livre raconte comment Harry D'Amour est amené à affronter Pinhead, cénobite ayant le titre de Prêtre de l'Enfer.

## Résumé
Le roman s'ouvre sur quatre magiciens paniqués usant de nécromancie pour réanimer l'un de leurs semblables, Ragowski. Ce dernier leur apprend qu'un prêtre de l'Enfer tente de s'emparer de toutes les formes de magies humaines et que leur seule chance de survivre est de donner à ce prêtre ce qu'il désire. Les magiciens se font interrompre par le prêtre en question, Pinhead, qui les massacre.
En Nouvelle-Orléans, alors que Harry D'Amour était sur l'une de ses enquêtes, il se fait prendre au piège par l'Enfer et s'en tire de justesse. C'est ensuite que son amie Norma Paine, médium, lui apprend que quelque chose de monumental est sur le point de se produire, qui risque d'altérer le monde.
C'est après avoir mis son amie en sûreté que Harry tentera de comprendre ce qu'il se passe.